# 李鳴珂
李鳴珂（16世紀—17世紀），字趨宸，北直隸保定府束鹿縣人，明朝政治人物。

## 生平
李鳴珂自小聰明，讀書每天背誦數千句句子，才思警敏、文藻絢麗，十五歲應考童子試，得到時經略熊廷弼等人賞識排列第一；萬曆三十七年（1609年）中舉人，四十一年（1613年）會試因取士限額僅中副榜，授無極教諭，四十七年（1619年）陞國子監學錄，四十八年（1620年）再陞禮部司務，天啟元年（1621年）遷任戶部員外郎，負責船運清源榷稅課，舊例稅額餘數都歸監官私有，其時部下告訴他餘下萬金，他斥責：「奉使榷舟是充裕國庫，怎可私有？」全部充作公帑，四年（1624年）晉戶部郎中，外調鞏昌知府，三個月後因父親逝世回鄉。
服闕後李鳴珂轉為萊州知府，銳意改革地方，開墾荒地七千畝，又搜括民屯六千餘兩金，節省徵取物料的四千兩，全部上繳朝廷關；他個性喜歡延攬，曾提拔一時知名人士，包括掖縣李森先、膠州張懋熺、法若真等人，又修繕城垣、充實倉糧、儲備軍需，後孔有德兵變時萊州以此堅守七個月。三年後朝廷以他獲上級推薦，陞為山東鹽運使，其時當地鹽課缺額，他能調劑補足，又以軍事頻繁出俸公費千三百金資助軍糧，崇禎六年（1633年）在考績中擢為山西冀南道右參政，不久被都察院官員中傷被降級，於是辭官回鄉。在家鄉他經常勸誡子弟，任官多惠政，清源有遺愛石，在萊州府則入祀名宦祠。

## 家族
- 高祖父：嘉靖元年舉人、南京工部員外郎李性[1]
- 兒子：[1]
  - 長子順治四年進士、山東督糧道參議李世洽
  - 次子國學生、考授州同李世藻
  - 三子國學生李世濯
  - 四子國學生李世淑
  - 五子諸生李世澤
  - 六子諸生李世涖

## 引用
1. 1 2 3 4  康熙《束鹿縣志·卷七·人物志》：李鳴珂，字趨宸，世為束鹿人，高祖性舉明嘉靖壬午孝廉，廉謹剛直，歷官南京工部員外郎，以文章科目起家；鳴珂生而穎異，出就外傅日誦數千百言，才思警敏、文藻陸離，皆根據理要醇如也，年十五應童子試，時經略熊廷弼、司李保定同郡守校閱試卷，奇其文拔冠，二十城國士遇之。萬曆己酉領鄉薦，癸丑以額限置副榜，授無極縣教諭，己未陞國子監學錄，庚申陞禮部司務，壬戌遷戶部員外郎，榷舟清源稅課，舊例稅課溢額皆充監官私橐，時餘萬金，吏以白鳴珂，叱之曰：「奉使榷舟以裕國耳，寧家私耶？」盡解充帑，甲子晉本部郎中，隨陞陝西鞏昌府知府，甫三月以外艱歸。服闋補山東萊州府知府，銳意釐剔、百務振舉，墾荒地七千畝，又搜括民屯六千餘金，節省召買四千金，皆關白臺司無私裝；性喜延攬，所拔皆一時知名士，如掖縣李森先、膠州張懋熺、法若真皆出其門，掇巍科立顯名焉，當明啟禎時亂形雖成，承平日久武備盡弛，人訑訑然無先憂者，鳴珂繕城垣、實倉廩、儲軍需，日不暇給人迂之，未幾兵叛，登州失守圍萊七閱月不下，乃德其綢繆之力云。守萊三年中丞御史臺交章薦之，陞山東鹽運司運使，時山左鹽課缺額，鳴珂調劑足之，商竈不困，又以軍興故出俸薪公費千三百金助糗芻，癸酉擢山西冀南道右參政，當鳴珂之報最也，內外大臣署上考，曾南北臺官水火，南臺官竟摭蜚語中傷之，鐫級改授拂衣歸，遂長謝仕路焉；居恒戒子曰：「古有鄉先生歿而祀於社，所以崇德報功也，近夤緣濫矣。爾輩日後毋以我廁其間。」其生平耿介大都如此，居官多惠政，清源歷下樹遺愛石，崇祀萊州府名宦，子六人：長世洽進士，山東督糧道參議稱名宦，次世藻，國學士考授州同，三世濯，四世淑國學生，五世澤諸生有才名，六世涖諸生蚤卒。
2. ↑  康熙《束鹿縣志·卷六·選舉志》：舉人……明……李鳴珂 萬曆己酉科，山東冀南參政，工部員外，性玄孫，有傳
3. ↑  光緒《保定府志·卷五十四·仕績 明》：李鳴珂，字趨宸，束鹿人，萬厯癸丑會試副榜，授無極縣教諭，厯陞國子監學錄、禮部司務，遷戶部員外郎榷舟清源稅課，溢額盡充公帑，晉郎中，陞鞏昌府知府，以外艱歸；起補萊州府知府，銳意釐剔、百務振舉，中丞御史臺交薦之，陞山東鹽運使，出俸薪公費千三百金助糗芻，擢山西冀南道右參政，歲大計南臺官摭蜚語中傷之，鐫級拂衣歸，居恒戒子曰：「古者鄉先生殁而祀於社，所以崇德報功也，近夤緣濫矣，將來爾輩毋以我廁其間。」其耿介大都如此，卒祀萊州名宦。